# Sakarca, Kızılırmak
Sakarca là một xã thuộc huyện Kızılırmak, tỉnh Çankırı, Thổ Nhĩ Kỳ. Dân số thời điểm năm 2010 là 133 người.